# 喜多川平朗
喜多川 平朗（きたがわ へいろう、1898年（明治31年）7月15日 - 1988年（昭和63年）11月28日）は、日本の染織家。西陣織の老舗である俵屋第17代当主であるとともに、古代の織物の復元や有職織物の製作にも携わった。

## 経歴
京都市の西陣にて生まれる。1921年（大正10年）に京都市立絵画専門学校日本画科を卒業後、兵役を経て家業の織物業界（俵屋）に入る。父の喜多川平八による指導、同業者である高田義男との研究を基に昭和天皇即位大典儀式用の装飾、装束織物を製織して名を上げた。また、第二次世界大戦前に帝室博物館が行なった古代染織品の復元模造事業でも、製織主任の一人として正倉院の古代裂を模造し、神社が用いる装束類、有職織物などの復元模造も手掛けた。
戦後は羅（中国伝来の絹織物で奈良時代、平安時代に織られた）の復元に功績を残し、1956年（昭和31年）に重要無形文化財保持者（人間国宝）に認定、さらに1960年（昭和35年）有職織物の功績においても人間国宝に認定された。

## 栄典・受賞
- 1956年 - 重要無形文化財保持者[1]
- 1960年 - 重要無形文化財保持者[1]
- 1967年 - 文化功労者賞（西陣織工業組合）[3]
- 1967年 - 紫綬褒章[4]
- 1968年 - 日本キワニス文化賞[4]
- 1970年 - 京都市文化功労者[4]
- 1973年 - 勲四等旭日小綬章[4]
- 1983年 - 第2回京都府文化賞 特別功労賞[4][5]
- 1985年 - 第5回伝統文化ポーラ賞 大賞[4]

## 映像記録
- 1974年 - 文化庁「有職織物・喜多川平朗の業」
- 1988年 - テレビ東京「極める 匠と至芸の世界」
- 2006年 - 朝日新聞出版「週刊人間国宝 33号【染織(6)】」[6]